# Helénsparken
Helénsparken är en park i Skövde med bevarad äldre bebyggelse. Förutom Skövdes äldsta bevarade trähus Helénsstugan finns i parken en loftbod och en skifteslänga, vilka ursprungligen varit uppförda på andra platser, en lekplats samt en utomhusscen. Helénsstugan byggdes som bostadshus under första delen av 1700-talet. 1916 förvärvades stugan av Skövde stad; den är sedan 1979 byggnadsminne. Skövde kommun omnämner Helénsparken som ett kulturreservat.

## Byggnader i Helénsparken

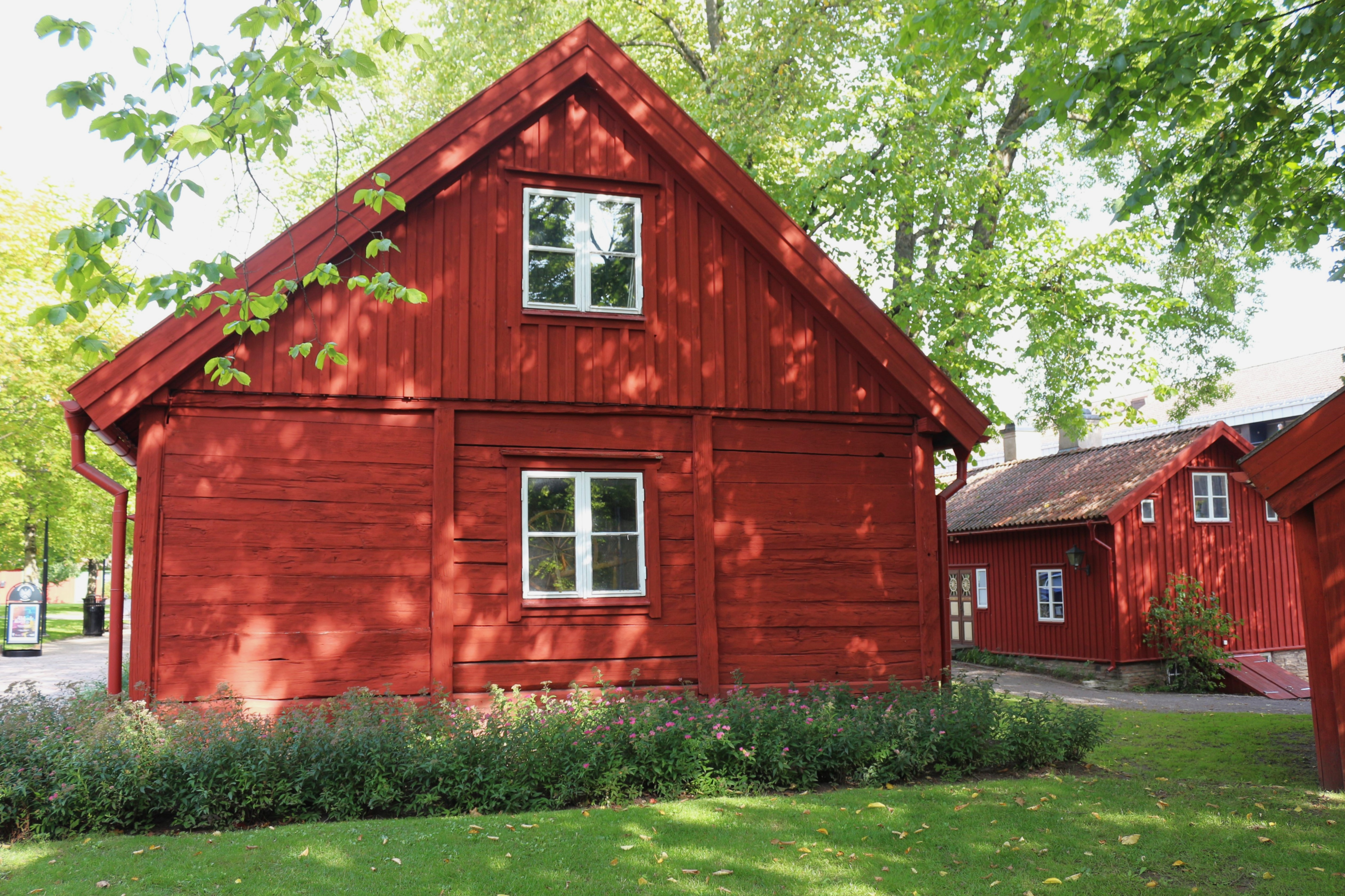
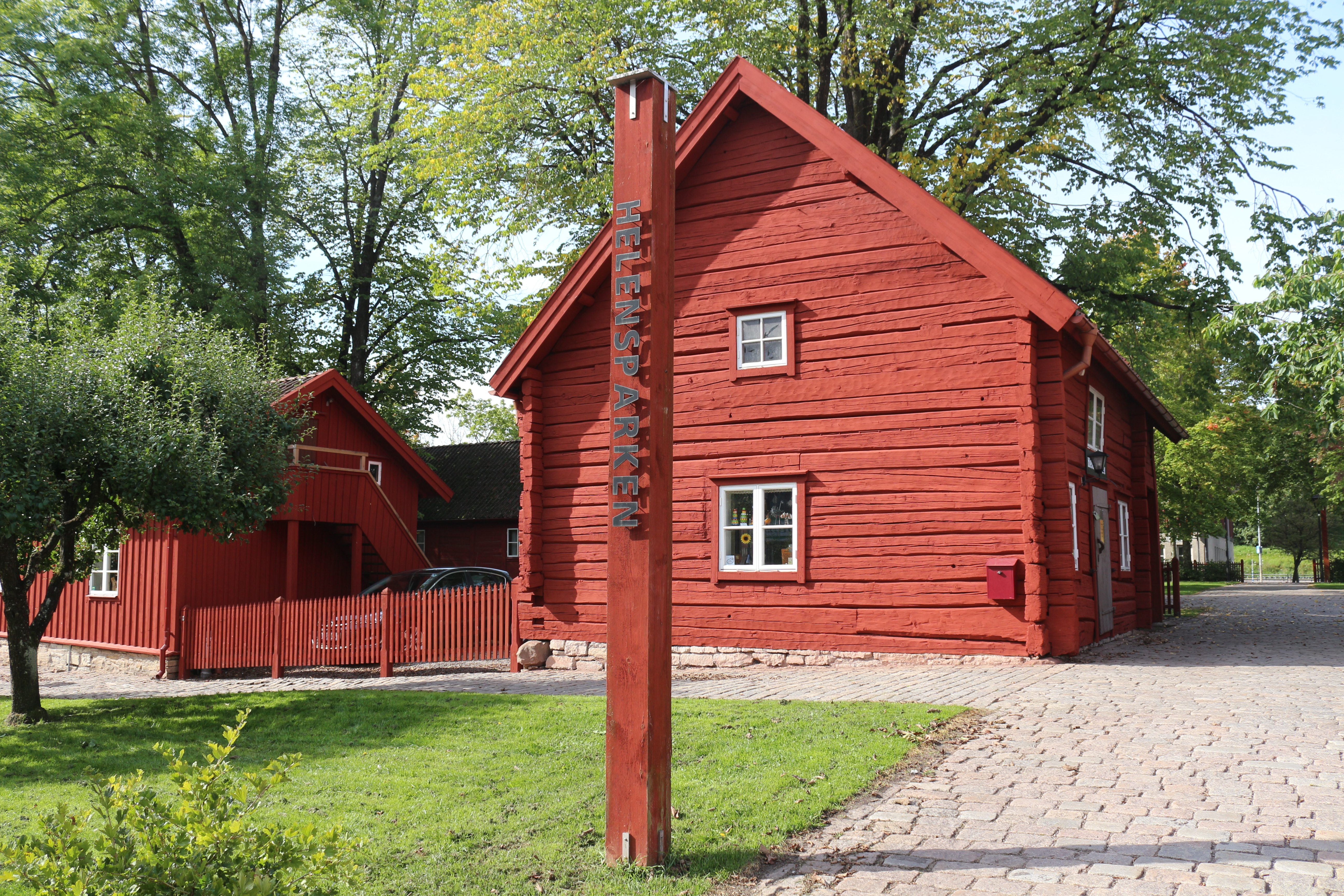
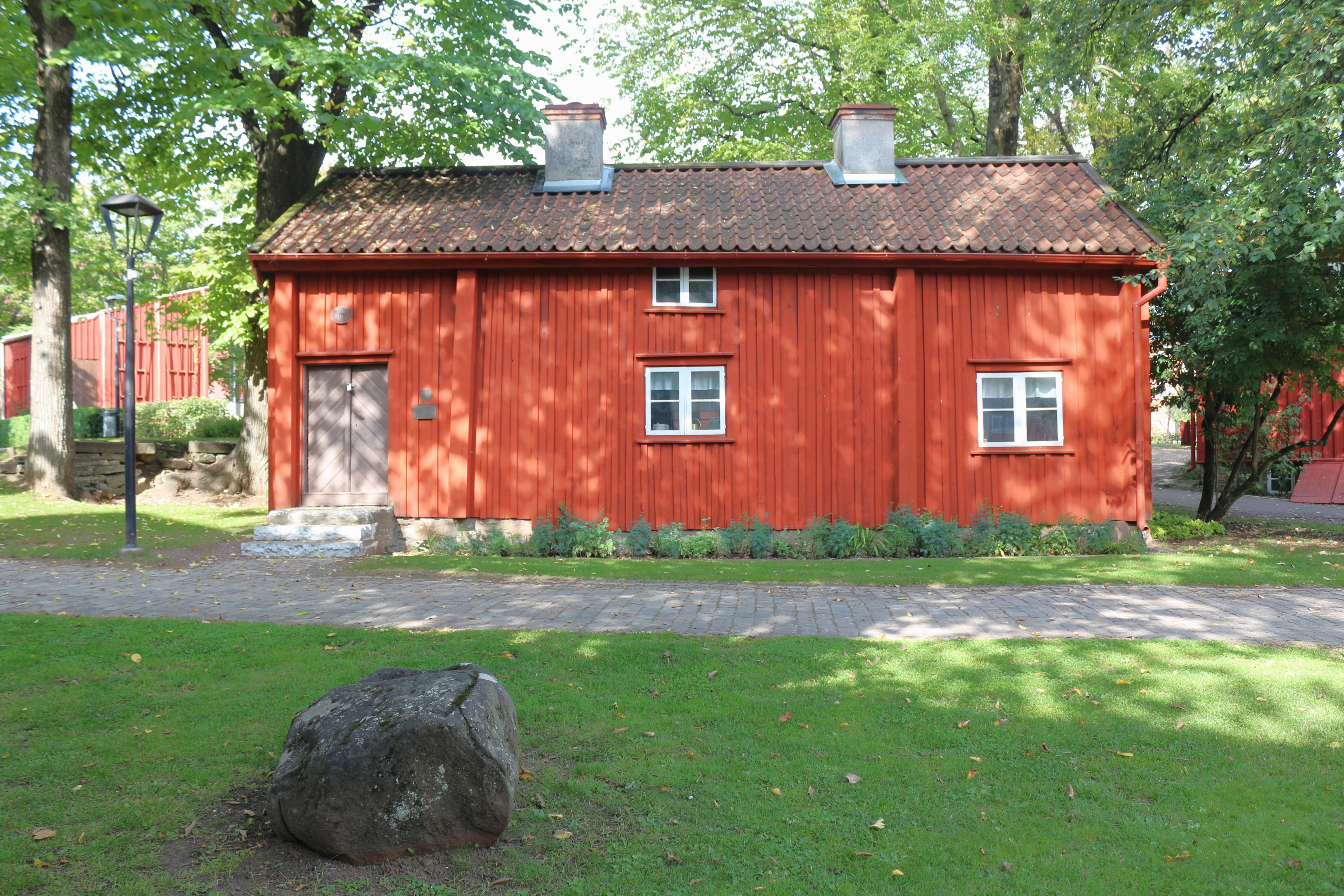
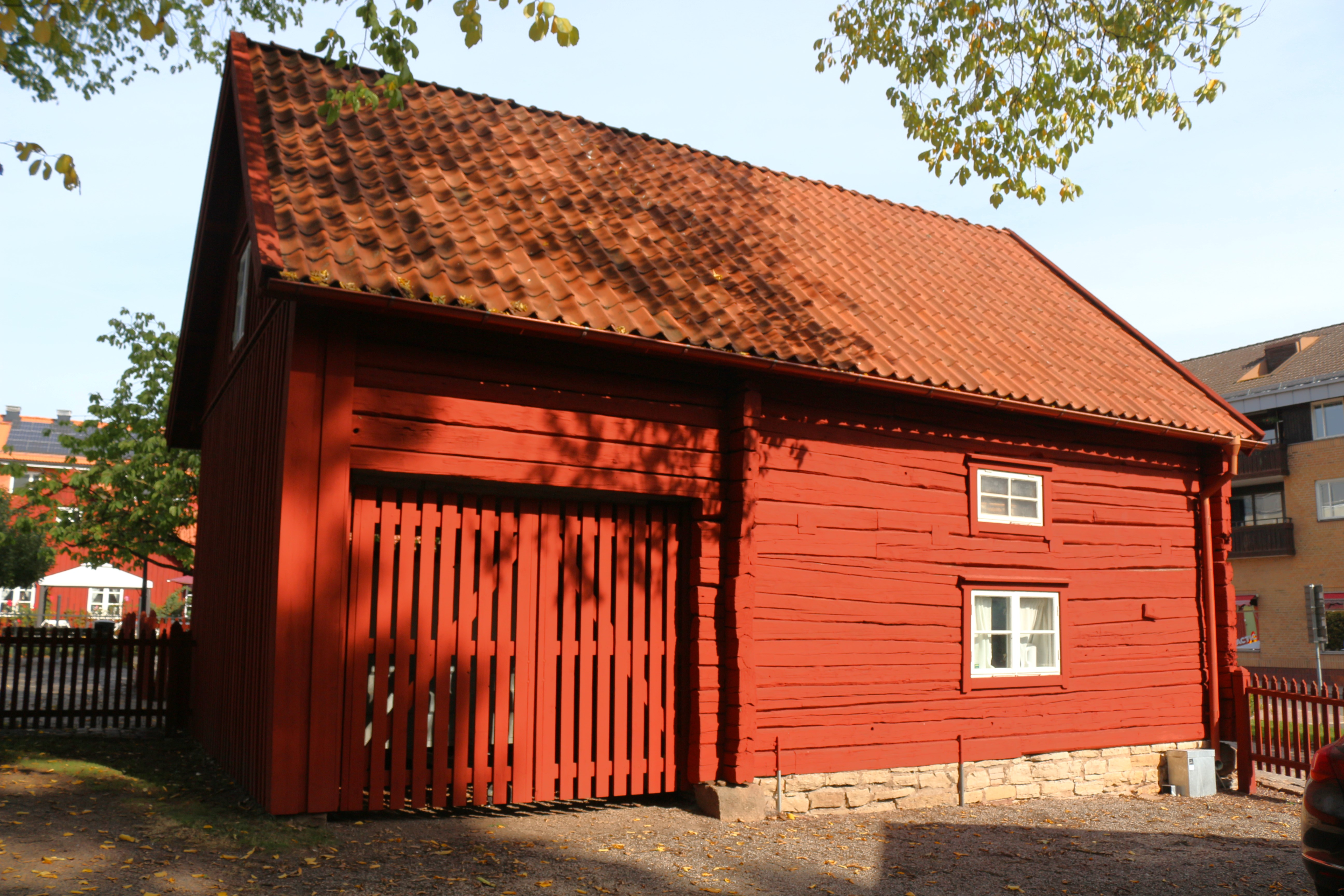